# Beatrice Betka
Beatrice Betka ist eine deutsche Juristin und Rechtsanwältin aus Dresden. Seit 2010 ist sie Richterin am Verfassungsgerichtshof des Freistaates Sachsen.

## Ausbildung
Beatrice Betka studierte Rechtswissenschaft an der Technischen Universität Dresden und leistete nach ihren beiden Examina ihr Rechtsreferendariat in Dresden ab. In Dresden und Prag promovierte sie zur Dr. jur.

## Beruflicher Werdegang
Von 2002 bis 2005 war sie als Rechtsanwältin bei der Sozietät Kübler tätig. 2005 war sie Gründungsmitglied der BB Rechtsanwaltskanzlei.
Seit 2006 ist sie Prüferin beim Sächsischen Staatsministerium der Justiz. Seit 2009 ist sie Fachanwältin für Arbeitsrecht, 2010 schloss sie den Fachanwaltslehrgang Insolvenzrecht ab, 2013 den Fachanwaltslehrgang Handels- und Gesellschaftsrecht. Seit 2014 arbeitet sie für die BBL Brockdorff & Partner Rechtsanwälte PartGmbB.
Die Juristin ist spezialisiert auf den Personalabbau im Zusammenhang mit der Restrukturierung von Gesellschaften. Sie verfügt über umfangreiche Erfahrungen in Verhandlungen mit Betriebsräten und Gewerkschaften, mit dem Insolvenzrecht und dem Handels- und Gesellschaftsrechts. Sie vertritt Gläubiger in Großverfahren und Insolvenzverwalter.
Ende September 2010 benannte die schwarz-gelbe Koalition im Sächsischen Landtag Beatrice Betka als Kandidatin für das Amt einer nichtberufsrichterlichen Stellvertreterin am Verfassungsgerichtshof des Freistaates Sachsen. Da der Vorschlag jedoch erst am Nachmittag vor der Sitzung bekanntgegeben worden war, musste die Wahl auf November vertagt werden. Die Juristin wurde gewählt.
Nach Ablauf ihrer Amtszeit schlug das Präsidium des Landtages sie am 27. Mai 2020 zur Wiederwahl als stellvertretendes nichtberufsrichterliches Mitglied vor. Die Wahl erfolgte am 10. Juni 2020. Beatrice Betka fiel im ersten Wahlgang durch. Ihr fehlten zunächst zwei Stimmen zur nötigen Zweidrittelmehrheit. In dem nächsten Wahlgang erhielt sie mit 81 Ja-Stimmen jedoch die nötige Zustimmung.

## Ämter und Mitgliedschaften
- Dresdner Anwaltsverein

## Publikationen (Auswahl)
- Die Sicherung des Schuldnervermögens im deutschen und tschechischen Insolvenzeröffnungsverfahren. Thelem Verlag, 2005, ISBN  978-3937672014